# 词汇学
词汇学（英語：lexicology），或稱語彙學，是以语言的词汇为研究对象，研究词汇的起源和发展、词的构造、构成及规范，词汇学分为：
- 历史词汇学，主要研究词汇的起源和发展，也从属于历史语言学；
- 描写词汇学，主要研究某个时期的词汇系统，也从属于共时语言学；
- 普通词汇学， 研究语言词汇的一般理论，其中包括比较语言学的研究方法。

从广义讲，词汇学还包括词源学、语义学和词典学。